# Terebella ehrenbergi
Terebella ehrenbergi är en ringmaskart som beskrevs av Gravier 1906. Terebella ehrenbergi ingår i släktet Terebella och familjen Terebellidae. Utöver nominatformen finns också underarten T. e. yappensis.